# Géographie d'Antigua-et-Barbuda
 (février 2024).
Si vous disposez d'ouvrages ou d'articles de référence ou si vous connaissez des sites web de qualité traitant du thème abordé ici, merci de compléter l'article en donnant les références utiles à sa vérifiabilité et en les liant à la section « Notes et références ».
La géographie d'Antigua-et-Barbuda se résume à celle de deux îles principales et de plusieurs petites îles et îlots.

## Liste des îles
- Antigua
- Barbuda
- Redonda
- Crump Island
- Great Bird Island
- Green Island
- Guiana Island
- Long Island
- Pelican Island
- Prickly Pear Island
- Rabbit Island
- York Island